# Lake Mountain
Lake Mountain est une montagne et une station de ski de fond, dans le High Country du Victoria, en Australie, à moins de deux heures en voiture de la ville de Melbourne. On y trouve une école de ski et près de 40 kilomètres de pistes de ski de fond,.
Lake Mountain est une zone non incorporée enclavée dans le comté de Murrindindi.